# فهرست جایزه‌ها و نامزدی‌های هایائو میازاکی
هایائو میازاکی (宮崎 駿 Miyazaki Hayao, زاده ۵ ژانویه ۱۹۴۱) انیماتور، کارگردان، تهیه‌کننده، فیلم‌نامه‌نویس، نویسنده و مانگاکا ژاپنی و یکی از بنیانگذاران استودیو جیبوری است. او به عنوان یک داستان‌نویس چیره‌دست و به عنوان سازنده فیلم‌های بلند پویانمایی به تحسین بین‌المللی دست یافته‌است. ویژگی‌های آثار وی تکرار مضامینی مانند محیط زیست‌گرایی، صلح‌جویی، فمینیسم، عشق و خانواده است. قهرمانان فیلم‌های او اغلب دختران یا زنان جوان قوی هستند.
میازاکی در طول زندگی حرفه ای خود جوایز و نامزدهای متعددی دریافت کرده‌است. اولین فیلم‌های بلند او، قلعه کاگلیوسترو و نائوشیکا از دره باد، به ترتیب جایزه افیجی نوبورو را در جایزه فیلم ماینیچی در سال ۱۹۷۹ و ۱۹۸۴ به دست آورد. . فیلم لاپوتا قلعه‌ای در آسمان برنده جایزه بزرگ انیمه در سال ۱۹۸۶ و همسایه من توتورو برنده بهترین عکاسی جایزه آکادمی فیلم ژاپن در سال ۱۹۸۹ شد. او برای کار بر فیلم سرویس تحویل کی‌کی در سال ۱۹۹۰ جوایز مختلفی دریافت کرد از جمله بهترین فیلم ژاپنی در جوایز گلدن گروس و جایزه ویژه جایزه آکادمی ژاپن. پورکو روسو همچنین در سال ۱۹۹۳ برنده جایزه فیلم ماینیچی برای بهترین فیلم پویانمایی شد.
فیلم شاهزاده مونونوکه میازاکی اولین فیلم انیمیشنی بود که برنده جایزه آکادمی ژاپن برای بهترین فیلم سال شد. توزیع آن به جهان غرب محبوبیت و نفوذ استودیو جیبوری را در خارج از ژاپن بسیار افزایش داد، و فیلم ۲۰۰۱ شهر اشباح او موفق به دریافت جایزه اسکار بهترین فیلم پویانمایی در هفتاد و پنجمین دوره جوایز اسکار شد. فیلم ۲۰۰۴ قلعه متحرک هاول و فیلم پونیو روی صخره کنار دریا در سال ۲۰۰۹ جوایز مختلفی از جمله انیمیشن سال در جایزه انیمه توکیو را دریافت کرد و هر دو نامزد دریافت جایزه آنی برای کارگردانی در یک تولید بلند شدند. فیلم ۲۰۱۳ باد برمی‌خیزد نیز بسیار جایزه گرفت؛ انیمیشن سال را از جایزه آکادمی ژاپن و نامزدی جایزه بهترین فیلم غیر انگلیسی‌زبان در هفتاد و یکمین جایزه گلدن گلوب را دریافت کرد. قلعه متحرک هاول و باد برمی‌خیزد نامزد دریافت جایزه بهترین انیمیشن از هفتاد و هفتمین و هشتاد و هشتمین دوره جوایز اسکار شدند. میازاکی به دلیل تأثیر در انیمیشن و سینما، در نوامبر ۲۰۱۴ جایزه اسکار افتخاری را دریافت کرد.

## فیلم‌ها

### قلعه کاگلیوسترو
قلعه کاگلیوسترو در ۱۵ دسامبر ۱۹۷۹ اکران شد.
| جایزه              | سال  | دسته               | نتیجه | Refs. |
| ------------------ | ---- | ------------------ | ----- | ----- |
| جایزه فیلم ماینیچی | ۱۹۷۹ | جایزه افیجی نوبورو | برنده | [ ۳ ] |

### نائوشیکا از دره باد
نائوشیکا از دره باد (فیلم) در ۱۱ مارس ۱۹۸۴ اکران شد. . در گیشه ۱٫۴۸ میلیارد ین درآمد کسب کرد و از توزیع ۷۴۲ میلیون ین نیز به دست آورد.
| جایزه               | سال  | دسته                                 | نتیجه | Refs. |
| ------------------- | ---- | ------------------------------------ | ----- | ----- |
| جایزه بزرگ انیمه    | ۱۹۸۴ | بهترین انیمه                         | برنده | [ ۵ ] |
| کینما جونپو         | ۱۹۸۴ | جایزه انتخاب خوانندگان – بهترین فیلم | برنده | [ ۵ ] |
| کینما جونپو         | ۱۹۸۴ | جایزه کارگردان فیلم ژاپنی            | برنده | [ ۵ ] |
| جشنواره انیمه ژاپنی | ۱۹۸۴ | جایزه بزرگ انیمه                     | برنده | [ ۵ ] |
| جایزه فیلم ماینیچی  | ۱۹۸۴ | جایزه افیجی نوبورو                   | برنده | [ ۵ ] |
| زنکوکو ایرن         | ۱۹۸۴ | بهترین فیلم ژاپنی                    | برنده | [ ۵ ] |

### لاپوتا قلعه‌ای در آسمان
لاپوتا قلعه‌ای در آسمان در ۲ اوت ۱۹۸۶ اکران شد. این فیلم پردرآمدترین فیلم انیمیشن سال ژاپن بود.
| جایزه              | سال  | دسته                                 | نتیجه     | Refs. |
| ------------------ | ---- | ------------------------------------ | --------- | ----- |
| جایزه بزرگ انیمه   | ۱۹۸۶ | بهترین انیمه                         | برنده     | [ ۵ ] |
| ایگا گیجیوتسو      | ۱۹۸۶ | بهترین فیلم                          | برنده     | [ ۵ ] |
| کینما جونپو        | ۱۹۸۶ | جایزه انتخاب خوانندگان – بهترین فیلم | Runner-Up | [ ۵ ] |
| جایزه فیلم ماینیچی | ۱۹۸۶ | جایزه افیجی نوبورو                   | برنده     | [ ۵ ] |

### همسایه من توتورو
همسایه من توتورو در ۱۶ آوریل ۱۹۸۸ اکران شد. از نظر تجاری در گیشه ناموفق بود اما در کل بازاریابی موفقیت‌آمیز بود و مورد تحسین منتقدان قرار گرفت.
| جایزه                  | سال  | دسته                                       | نتیجه | Refs.  |
| ---------------------- | ---- | ------------------------------------------ | ----- | ------ |
| جایزه آکادمی فیلم ژاپن | ۱۹۸۹ | بهترین عکاسی                               | برنده | [ ۵ ]  |
| کینما جونپو            | ۱۹۸۹ | بهترین فیلم سال                            | برنده | [ ۹ ]  |
| کینما جونپو            | ۱۹۸۹ | جایزه انتخاب خوانندگان – بهترین فیلم ژاپنی | برنده | [ ۹ ]  |
| جایزه فیلم ماینیچی     | ۱۹۸۹ | جایزه فیلم ماینیچی برای بهترین فیلم        | برنده | [ ۱۰ ] |
| جایزه فیلم ماینیچی     | ۱۹۸۹ | جایزه افیجی نوبورو                         | برنده | [ ۳ ]  |
| جایزه روبان آبی        | ۱۹۸۹ | جایزه ویژه                                 | برنده | [ ۱۰ ] |

### سرویس تحویل کی‌کی
سرویس تحویل کی‌کی در ۲۹ ژوئیه ۱۹۸۹ اکران شد. در گیشه ۲٫۱۵ میلیارد ین درآمد کسب کرد،  و پردرآمدترین فیلم ژاپن در سال ۱۹۸۹ بود.
| جایزه                          | سال  | دسته                                           | نتیجه | Refs.  |
| ------------------------------ | ---- | ---------------------------------------------- | ----- | ------ |
| جایزه بزرگ انیمه               | ۱۹۹۰ | بهترین انیمه                                   | برنده | [ ۱۳ ] |
| جایزه Erandole                 | ۱۹۹۰ | جایزه ویژه                                     | برنده | [ ۱۳ ] |
| جوایز طلایی گروس               | ۱۹۹۰ | بهترین فیلم ژاپنی                              | برنده | [ ۱۳ ] |
| جایزه آکادمی فیلم ژاپن         | ۱۹۹۰ | جایزه ویژه                                     | برنده | [ ۱۳ ] |
| آژانس امور فرهنگی ژاپن         | ۱۹۹۰ | بهترین فیلم                                    | برنده | [ ۱۳ ] |
| جایزه انجمن سینمای ژاپن        | ۱۹۹۰ | بهترین فیلم                                    | برنده | [ ۱۳ ] |
| جایزه انجمن سینمای ژاپن        | ۱۹۹۰ | بهترین کارگردانی                               | برنده | [ ۱۳ ] |
| کینما جونپو                    | ۱۹۹۰ | جایزه انتخاب خوانندگان – بهترین فیلم ژاپنی سال | برنده | [ ۱۳ ] |
| جایزه فیلم ماینیچی             | ۱۹۹۰ | بهترین فیلم پویانمایی                          | برنده | [ ۱۳ ] |
| The Movie's Day                | ۱۹۹۰ | جایزه دستاورد ویژه                             | برنده | [ ۱۳ ] |
| افتخار فرهنگی توکیو متروپولیتن | ۱۹۹۰ | بهترین فیلم                                    | برنده | [ ۱۳ ] |

### پورکو روسو
پورکو روسو در ۱۸ ژوئیه ۱۹۹۲ اکران شد. این فیلم از نظر هنری و تجاری موفقیت‌آمیز بود و در پردرآمدترین فیلم انیمیشن ژاپن برای چندین سال باقی ماند.
| جایزه                               | سال  | دسته                                          | نتیجه | Refs.  |
| ----------------------------------- | ---- | --------------------------------------------- | ----- | ------ |
| جشنواره بین‌المللی فیلم انیمیشن انسی | ۱۹۹۳ | بهترین فیلم                                   | برنده | [ ۱۵ ] |
| جایزه فیلم ماینیچی                  | ۱۹۹۳ | جایزه فیلم ماینیچی برای بهترین فیلم پویانمایی | برنده | [ ۳ ]  |

### شاهزاده مونونوکه
شاهزاده مونونوکه در ۱۲ ژوئیه ۱۹۹۷ اکران شد. از نظر هنری و تجاری موفقیت‌آمیز بود و در مجموع ۱۴ میلیارد ین (۱۴۸ میلیون دلار آمریکا) درآمد کسب کرد و به عنوان پردرآمدترین فیلم ژاپن برای چندین ماه درآمد. با فروش در بازارهای غربی، تا حدود زیادی در گیشه موفق نبود و فقط حدود ۳ میلیون دلار فروش داشت، 
| جایزه                       | سال  | دسته                                                      | نتیجه     | Refs.  |
| --------------------------- | ---- | --------------------------------------------------------- | --------- | ------ |
| آژانس امور فرهنگی           | ۱۹۹۷ | جایزه فیلم عالی                                           | برنده     | [ ۱۳ ] |
| جشنواره بهترین فیلم Asahi   | ۱۹۹۷ | بهترین فیلم ژاپنی                                         | برنده     | [ ۱۳ ] |
| جشنواره بهترین فیلم Asahi   | ۱۹۹۷ | جایزه انتخاب خوانندگان                                    | برنده     | [ ۱۳ ] |
| جایزه سرگرمی دیجیتال Asahi  | ۱۹۹۷ | جایزه بخش تئاتر                                           | برنده     | [ ۱۳ ] |
| انجمن گروه‌های مشاهده فیلم   | ۱۹۹۷ | بهترین فیلم ژاپنی                                         | برنده     | [ ۱۳ ] |
| جوایز الاندور               | ۱۹۹۷ | جایزه ویژه                                                | برنده     | [ ۱۳ ] |
| جایزه Fumiko Yamaji         | ۱۹۹۷ | جایزه فرهنگی                                              | برنده     | [ ۱۳ ] |
| جوایز طلایی گروس            | ۱۹۹۷ | جایزه بزرگ                                                | برنده     | [ ۱۳ ] |
| جوایز طلایی گروس            | ۱۹۹۷ | جایزه دستاورد ویژه                                        | برنده     | [ ۱۳ ] |
| جایزه فیلم هوچی             | ۱۹۹۷ | جایزه ویژه                                                | برنده     | [ ۱۳ ] |
| جشنواره هنرهای رسانه‌ای ژاپن | ۱۹۹۷ | جایزه بزرگ انیمیشن                                        | برنده     | [ ۱۳ ] |
| جایزه هنری Mainichi         | ۱۹۹۷ | جایزه فیلم                                                | برنده     | [ ۱۳ ] |
| جایزه ویژه MMCA             | ۱۹۹۷ | جایزه بزرگ چند رسانه ای ۱۹۹۷                              | برنده     | [ ۱۳ ] |
| The Movie's Day             | ۱۹۹۷ | جایزه دستاورد ویژه                                        | برنده     | [ ۱۳ ] |
| روزنامه نیهون کیزای         | ۱۹۹۷ | Award for Excellency                                      | برنده     | [ ۱۳ ] |
| روزنامه نیهون کیزای         | ۱۹۹۷ | جوایز Nikkei برای محصولات و خدمات عالی                    | برنده     | [ ۱۳ ] |
| جوایز فیلم‌های ورزشی نیکان   | ۱۹۹۷ | جایزه فیلم‌های ورزشی نیکان برای بهترین کارگردان            | برنده     | [ ۱۳ ] |
| جوایز فیلم‌های ورزشی نیکان   | ۱۹۹۷ | جایزه یوجیرو ایشی هارا                                    | برنده     | [ ۱۳ ] |
| جشنواره فیلم اوزاکا         | ۱۹۹۷ | جایزه ویژه                                                | برنده     | [ ۱۳ ] |
| جشنواره فیلم تاکازاکی       | ۱۹۹۷ | بهترین کارگردانی                                          | برنده     | [ ۱۳ ] |
| جایزه فیلم ورزشی توکیو      | ۱۹۹۷ | بهترین کارگردانی                                          | برنده     | [ ۱۳ ] |
| جایزه روبان آبی             | ۱۹۹۸ | جایزه ویژه                                                | برنده     | [ ۱۳ ] |
| جایزه آکادمی فیلم ژاپن      | ۱۹۹۸ | جایزه آکادمی ژاپن برای بهترین فیلم سال                    | برنده     | [ ۱۸ ] |
| کینما جونپو                 | ۱۹۹۸ | جایزه انتخاب خوانندگان – بهترین فیلم                      | برنده     | [ ۱۳ ] |
| کینما جونپو                 | ۱۹۹۸ | جایزه انتخاب منتقدان – بهترین فیلم                        | Runner-Up | [ ۱۳ ] |
| کینما جونپو                 | ۱۹۹۸ | جایزه انتخاب خوانندگان – بهترین کارگردانی                 | برنده     | [ ۱۳ ] |
| جایزه فیلم ماینیچی          | ۱۹۹۸ | جایزه فیلم ماینیچی برای بهترین فیلم پویانمایی             | برنده     | [ ۱۳ ] |
| جایزه فیلم ماینیچی          | ۱۹۹۸ | جایزه فیلم ماینیچی برای بهترین فیلم                       | برنده     | [ ۱۳ ] |
| جایزه فیلم ماینیچی          | ۱۹۹۸ | جایزه انتخاب خوانندگان – بهترین فیلم                      | برنده     | [ ۱۳ ] |
| جایزه آنی                   | ۲۰۰۰ | دستاورد برجسته فردی برای کارگردانی در یک محصول بلند متحرک | نامزدشده  | [ ۱۹ ] |
| جایزه نبولا                 | ۲۰۰۱ | بهترین فیلمنامه                                           | نامزدشده  | [ ۲۰ ] |

### شهر اشباح
شهر اشباح در ۲۰ ژوئیه ۲۰۰۱ اکران شد؛ این فیلم مورد تحسین منتقدان قرار گرفت و از بزرگترین فیلمهای دهه ۲۰۰۰ به حساب می‌آید. این فیلم از نظر تجاری نیز موفق بود و ۳۰٫۴ میلیارد ین (۲۸۹٫۱ میلیون دلار آمریکا) در گیشه درآمد کسب کرد. و به پردرآمدترین فیلم ژاپن تبدیل شد.
| جایزه                                  | سال  | دسته                                                     | نتیجه    | Refs.  |
| -------------------------------------- | ---- | -------------------------------------------------------- | -------- | ------ |
| جشنواره بین‌المللی فیلم برلین           | ۲۰۰۲ | خرس طلایی                                                | برنده    | [ ۱۳ ] |
| جایزه روبان آبی                        | ۲۰۰۲ | جایزه روبان آبی بهترین فیلم                              | برنده    | [ ۲۴ ] |
| جوایز فیلم‌های ورزشی نیکان              | ۲۰۰۲ | جایزه فیلم‌های ورزشی نیکان برای بهترین فیلم               | برنده    | [ ۲۵ ] |
| حلقه منتقدان فیلم نیویورک              | ۲۰۰۲ | جایزه حلقه منتقدان فیلم نیویورک برای بهترین فیلم انیمیشن | برنده    | [ ۲۶ ] |
| منتقدان آنلاین فیلم نیویورک            | ۲۰۰۲ | بهترین پویانمایی بلند                                    | برنده    | [ ۱۳ ] |
| انجمن منتقدان فیلم بوستون              | ۲۰۰۲ | تقدیر ویژه                                               | برنده    | [ ۱۳ ] |
| هیئت ملی بازبینی فیلم                  | ۲۰۰۲ | بهترین پویانمایی بلند                                    | برنده    | [ ۱۳ ] |
| جشنواره سینکید                         | ۲۰۰۲ | جایزه فیلم سینکید                                        | برنده    | [ ۱۳ ] |
| جشنواره بین‌المللی فیلم دوربان          | ۲۰۰۲ | بهترین فیلم                                              | برنده    | [ ۲۷ ] |
| جوایز فیلم اروپا                       | ۲۰۰۲ | جایزه بین‌المللی Screen                                   | نامزدشده | [ ۲۸ ] |
| کینما جونپو                            | ۲۰۰۲ | جایزه انتخاب خوانندگان – بهترین فیلم                     | برنده    | [ ۲۹ ] |
| انجمن منتقدان فیلم لس آنجلس            | ۲۰۰۲ | LAFCA Award                                              | برنده    | [ ۱۳ ] |
| جایزه فیلم ماینیچی                     | ۲۰۰۲ | جایزه فیلم ماینیچی برای بهترین فیلم پویانمایی            | برنده    | [ ۳۰ ] |
| جایزه فیلم ماینیچی                     | ۲۰۰۲ | جایزه فیلم ماینیچی برای بهترین کارگردان                  | برنده    | [ ۳۰ ] |
| جایزه فیلم ماینیچی                     | ۲۰۰۲ | جایزه فیلم ماینیچی برای بهترین فیلم                      | برنده    | [ ۳۰ ] |
| جایزه فیلم ماینیچی                     | ۲۰۰۲ | جایزه انتخاب خوانندگان – بهترین فیلم                     | برنده    | [ ۳۰ ] |
| جشنواره بین‌المللی فیلم سان فرانسیسکو   | ۲۰۰۲ | جایزه مخاطب - بهترین ویژگی داستانی                       | برنده    | [ ۱۳ ] |
| جشنواره فیلم سیتخس                     | ۲۰۰۲ | Special Mention                                          | برنده    | [ ۱۳ ] |
| جشنواره فیلم سیتخس                     | ۲۰۰۲ | بهترین فیلم                                              | نامزدشده | [ ۱۳ ] |
| جایزه انیمه توکیو                      | ۲۰۰۲ | جایزه بزرگ                                               | برنده    | [ ۳۱ ] |
| جایزه انیمه توکیو                      | ۲۰۰۲ | بهترین کارگردانی                                         | برنده    | [ ۳۱ ] |
| جایزه آکادمی فیلم ژاپن                 | ۲۰۰۲ | جایزه آکادمی ژاپن برای بهترین فیلم سال                   | برنده    | [ ۳۲ ] |
| جایزه فیلم هنگ کنگ                     | ۲۰۰۲ | بهترین فیلم آسیایی                                       | برنده    | [ ۱۳ ] |
| جوایز اسکار                            | ۲۰۰۳ | جایزه اسکار بهترین فیلم پویانمایی                        | برنده    | [ ۳۳ ] |
| جایزه فیلم به انتخاب منتقدان           | ۲۰۰۳ | جایزه سینمایی انتخاب منتقدان برای بهترین انیمیشن بلند    | برنده    | [ ۱۳ ] |
| جایزه جامعه آنلاین منتقدان فیلم        | ۲۰۰۳ | بهترین فیلم پویانمایی                                    | برنده    | [ ۱۳ ] |
| جایزه جامعه آنلاین منتقدان فیلم        | ۲۰۰۳ | بهترین فیلم خارجی زبان                                   | نامزدشده | [ ۱۳ ] |
| جایزه فیلم ایندیپندنت اسپیریت بریتانیا | ۲۰۰۳ | بهترین فیلم مستقل خارجی                                  | نامزدشده | [ ۳۴ ] |
| جایزه ساترن                            | ۲۰۰۳ | بهترین نوشتار                                            | نامزدشده | [ ۱۳ ] |
| حلقه منتقدان فیلم استرالیا             | ۲۰۰۳ | بهترین فیلم خارجی زبان                                   | برنده    | [ ۳۵ ] |
| انجمن منتقدان فیلم شیکاگو              | ۲۰۰۳ | بهترین فیلم خارجی زبان                                   | نامزدشده | [ ۳۶ ] |
| جایزه ستلایت                           | ۲۰۰۳ | بهترین پویانمایی یا ترکیبی رسانه                         | برنده    | [ ۱۳ ] |
| جایزه انجمن منتقدان فیلم ققنوس         | ۲۰۰۳ | بهترین فیلم پویانمایی                                    | برنده    | [ ۱۳ ] |
| جایزه بین‌المللی انجمن وحشت             | ۲۰۰۳ | بهترین فیلم                                              | نامزدشده | [ ۳۷ ] |
| حلقه منتقدان فیلم فلوریدا              | ۲۰۰۳ | بهترین فیلم پویانمایی                                    | برنده    | [ ۱۳ ] |
| انجمن منتقدان فیلم دالاس‌فورت وورث      | ۲۰۰۳ | بهترین فیلم پویانمایی                                    | برنده    | [ ۱۳ ] |
| جشنواره فیلم خارق‌العاده آمستردام       | ۲۰۰۳ | Silver Scream Award                                      | برنده    | [ ۱۳ ] |
| جایزه آنی                              | ۲۰۰۳ | بهترین فیلم بلند پویانمایی                               | برنده    | [ ۱۳ ] |
| جایزه آنی                              | ۲۰۰۳ | کارگردانی در یک محصول بلند پویانمایی                     | برنده    | [ ۱۳ ] |
| جایزه آنی                              | ۲۰۰۳ | نگارش برجسته در یک تولید پویانمایی                       | برنده    | [ ۱۳ ] |
| جشنواره فیلم کمبریج                    | ۲۰۰۳ | جایزه مخاطب – بهترین فیلم                                | برنده    | [ ۳۸ ] |
| جوایز حلقه نویسندگان سینما، اسپانیا    | ۲۰۰۳ | بهترین فیلم خارجی                                        | برنده    | [ ۳۹ ] |
| جایزه سزار                             | ۲۰۰۳ | بهترین فیلم خارجی                                        | نامزدشده | [ ۴۰ ] |
| جایزه هوگو                             | ۲۰۰۳ | بهترین ارائه نمایشی - فرم بلند                           | نامزدشده | [ ۴۱ ] |
| انجمن منتقدان پخش فیلم                 | ۲۰۰۳ | بهترین فیلم بلند پویانمایی                               | برنده    | [ ۴۲ ] |
| انجمن منتقدان فیلم آرژانتین            | ۲۰۰۴ | جایزه کندور نقره ای بهترین فیلم خارجی                    | نامزدشده | [ ۴۳ ] |
| جوایز فیلم بفتا                        | ۲۰۰۴ | بهترین فیلم خارجی                                        | نامزدشده | [ ۴۴ ] |
| حلقه منتقدان فیلم لندن                 | ۲۰۰۴ | فیلم زبان خارجی سال                                      | نامزدشده | [ ۴۵ ] |
| جایزه نبولا                            | ۲۰۰۴ | بهترین فیلمنامه                                          | نامزدشده | [ ۴۶ ] |

### قلعه متحرک هاول
قلعه متحرک هاول در ۲۰ نوامبر ۲۰۰۴ اکران شد، و مورد تحسین منتقدین گسترده قرار گرفت. در ژاپن این فیلم در هفته اول اکران خود رکورد ۱۴٫۵ میلیون دلار فروش کرد. این فیلم با درآمد جهانی بیش از ۱۹٫۳ میلیارد ین در میان پردرآمدترین فیلم‌های ژاپن باقی ماند.
| ج                               | سال  | دسته                                                     | نتیجه     | Refs.  |
| ------------------------------- | ---- | -------------------------------------------------------- | --------- | ------ |
| جشنواره فیلم ماوی               | ۲۰۰۴ | جایزه مخاطب                                              | برنده     | [ ۴۹ ] |
| جشنواره فیلم سیتخس              | ۲۰۰۴ | جایزه مخاطب – بهترین فیلم بلند                           | برنده     | [ ۴۹ ] |
| جشنواره فیلم سیتخس              | ۲۰۰۴ | بهترین فیلم                                              | نامزدشده  | [ ۴۹ ] |
| جشنواره فیلم ونیز               | ۲۰۰۴ | اوسلای طلایی برای همکاری برجسته فنی                      | برنده     | [ ۵۰ ] |
| جشنواره فیلم ونیز               | ۲۰۰۴ | شیر طلایی                                                | نامزدشده  | [ ۵۱ ] |
| جوایز فیلم هالیوود              | ۲۰۰۵ | پویانمایی سال                                            | برنده     | [ ۵۲ ] |
| جایزه فیلم ماینیچی              | ۲۰۰۵ | جایزه انتخاب خوانندگان – بهترین فیلم                     | برنده     | [ ۴۹ ] |
| جایزه انیمه توکیو               | ۲۰۰۵ | پویانمایی سال                                            | برنده     | [ ۴۹ ] |
| جایزه انیمه توکیو               | ۲۰۰۵ | بهترین کارگردانی                                         | برنده     | [ ۴۹ ] |
| جایزه ستلایت                    | ۲۰۰۵ | بهترین پویانمایی یا ترکیبی رسانه                         | نامزدشده  | [ ۵۳ ] |
| انجمن منتقدان فیلم سن دیگو      | ۲۰۰۵ | بهترین فیلم پویانمایی                                    | برنده     | [ ۵۳ ] |
| جشنواره بین‌المللی فیلم سیاتل    | ۲۰۰۵ | جایزه سوزن فضایی طلایی                                   | Runner-Up | [ ۴۹ ] |
| حلقه منتقدان فیلم نیویورک       | ۲۰۰۵ | جایزه حلقه منتقدان فیلم نیویورک برای بهترین فیلم انیمیشن | برنده     | [ ۲۶ ] |
| جوایز اسکار                     | ۲۰۰۶ | جایزه اسکار بهترین فیلم پویانمایی                        | نامزدشده  | [ ۵۴ ] |
| جایزه آنی                       | ۲۰۰۶ | کارگردانی در یک تولید بلند                               | نامزدشده  | [ ۵۵ ] |
| جایزه آنی                       | ۲۰۰۶ | نوشتن برجسته در یک تولید ویژه                            | نامزدشده  | [ ۵۵ ] |
| جایزه فیلم به انتخاب منتقدان    | ۲۰۰۶ | جایزه سینمایی انتخاب منتقدان برای بهترین انیمیشن بلند    | نامزدشده  | [ ۵۳ ] |
| جایزه جامعه آنلاین منتقدان فیلم | ۲۰۰۶ | بهترین فیلم بلند پویانمایی                               | نامزدشده  | [ ۵۳ ] |
| جایزه ساترن                     | ۲۰۰۶ | بهترین فیلم پویانمایی                                    | نامزدشده  | [ ۵۶ ] |
| جوایز فیلم MTV روسیه            | ۲۰۰۶ | بهترین کارتون                                            | نامزدشده  | [ ۵۷ ] |
| جایزه فیلم هنگ کنگ              | ۲۰۰۶ | بهترین فیلم آسیایی                                       | نامزدشده  | [ ۵۸ ] |
| جایزه نبولا                     | ۲۰۰۷ | بهترین فیلمنامه                                          | برنده     | [ ۵۹ ] |

### پونیو
پونیو روی صخره کنار دریا در ۱۹ ژوئیه ۲۰۰۸ اکران شد. این فیلم با موفقیت ۱۰ میلیارد ین (۹۳٫۲ میلیون دلار آمریکا) در ماه اول خود با موفقیت تجاری نیز همراه بود و ۱۵٫۵ میلیارد ین در پایان سال ۲۰۰۸، آن را در میان پردرآمدترین فیلم‌های ژاپن قرار داد.
| ج                                         | سال  | دسته                       | نتیجه           | Refs.  |
| ----------------------------------------- | ---- | -------------------------- | --------------- | ------ |
| جشنواره فیلم ونیز                         | ۲۰۰۸ | جایزه دیجیتال جشنواره فیلم | Special Mention | [ ۶۲ ] |
| جشنواره فیلم ونیز                         | ۲۰۰۸ | جایزه بنیاد Mimmo Rotella  | برنده           | [ ۶۲ ] |
| جشنواره فیلم ونیز                         | ۲۰۰۸ | شیر طلایی                  | نامزدشده        | [ ۶۲ ] |
| جوایز فیلم آسیایی                         | ۲۰۰۹ | بهترین کارگردانی           | نامزدشده        | [ ۶۳ ] |
| جوایز انجمن منتقدان فیلم شیکاگو           | ۲۰۰۹ | بهترین فیلم بلند پویانمایی | نامزدشده        | [ ۶۴ ] |
| جایزه آکادمی فیلم ژاپن                    | ۲۰۰۹ | پویانمایی سال              | برنده           | [ ۶۵ ] |
| جوایز جامعه آنلاین منتقدان فیلم           | ۲۰۱۰ | بهترین فیلم بلند پویانمایی | نامزدشده        | [ ۶۶ ] |
| انجمن منتقدان فیلم منطقه واشینگتن، دی.سی. | ۲۰۰۹ | بهترین فیلم بلند پویانمایی | نامزدشده        | [ ۶۷ ] |
| جایزه انیمه توکیو                         | ۲۰۰۹ | بهترین فیلم داخلی          | برنده           | [ ۶۸ ] |
| جایزه انیمه توکیو                         | ۲۰۰۹ | بهترین کارگردانی           | برنده           | [ ۶۸ ] |
| جایزه انیمه توکیو                         | ۲۰۰۹ | بهترین داستان اورجینال     | برنده           | [ ۶۸ ] |
| جایزه انیمه توکیو                         | ۲۰۰۹ | پویانمایی سال              | برنده           | [ ۶۸ ] |
| جایزه فیلم هنگ کنگ                        | ۲۰۱۰ | بهترین فیلم آسیایی         | نامزدشده        | [ ۶۹ ] |
| جایزه آنی                                 | ۲۰۱۰ | کارگردانی در یک تولید بلند | نامزدشده        | [ ۷۰ ] |

### باد برمی‌خیزد
باد برمی‌خیزد در ۲۰ ژوئیه ۲۰۱۳ اکران شد،  و مورد تحسین منتقدین قرار گرفت. این فیلم از نظر تجاری نیز موفق بود و ۱۱٫۶ میلیارد ین (۱۱۰ میلیون دلار آمریکا) در گیشه ژاپن درآمد کسب کرد و به پردرآمدترین فیلم ژاپن در سال ۲۰۱۳ تبدیل شد..
| جایزه                                     | سال  | دسته                                                     | نتیجه     | Refs.  |
| ----------------------------------------- | ---- | -------------------------------------------------------- | --------- | ------ |
| اتحادیه زنان روزنامه‌نگار سینمایی          | ۲۰۱۳ | بهترین فیلم بلند پویانمایی                               | برنده     | [ ۷۳ ] |
| جایزه آنی                                 | ۲۰۱۳ | بهترین فیلم بلند پویانمایی                               | نامزدشده  | [ ۷۴ ] |
| جایزه آنی                                 | ۲۰۱۳ | نویسندگی در یک تولید پویانمایی                           | برنده     | [ ۷۴ ] |
| جوایز اسکرین آسیا پاسیفیک                 | ۲۰۱۳ | بهترین فیلم بلند پویانمایی                               | نامزدشده  | [ ۷۵ ] |
| انجمن منتقدان فیلم آنلاین بوستون          | ۲۰۱۳ | بهترین فیلم پویانمایی                                    | برنده     | [ ۷۶ ] |
| انجمن منتقدان فیلم بوستون                 | ۲۰۱۳ | بهترین فیلم پویانمایی                                    | برنده     | [ ۷۷ ] |
| انجمن منتقدان فیلم شیکاگو                 | ۲۰۱۳ | بهترین فیلم خارجی زبان                                   | نامزدشده  | [ ۷۸ ] |
| انجمن منتقدان فیلم شیکاگو                 | ۲۰۱۳ | بهترین فیلم بلند پویانمایی                               | برنده     | [ ۷۸ ] |
| جایزه فیلم به انتخاب منتقدان              | ۲۰۱۳ | جایزه سینمایی انتخاب منتقدان برای بهترین انیمیشن بلند    | نامزدشده  | [ ۷۸ ] |
| انجمن منتقدان فیلم دالاس‌فورت وورث         | ۲۰۱۳ | بهترین فیلم خارجی زبان                                   | نامزدشده  | [ ۷۹ ] |
| جوایز گلدن گلوب                           | ۲۰۱۳ | جایزه بهترین فیلم غیر انگلیسی‌زبان در مراسم گلدن گلوب     | نامزدشده  | [ ۸۰ ] |
| جایزه آکادمی فیلم ژاپن                    | ۲۰۱۳ | پویانمایی سال                                            | برنده     | [ ۸۱ ] |
| انجمن منتقدان فیلم لس آنجلس               | ۲۰۱۳ | بهترین فیلم پویانمایی                                    | Runner-Up | [ ۸۲ ] |
| هیئت ملی بازبینی فیلم                     | ۲۰۱۳ | بهترین فیلم پویانمایی                                    | برنده     | [ ۸۳ ] |
| حلقه منتقدان فیلم نیویورک                 | ۲۰۱۳ | جایزه حلقه منتقدان فیلم نیویورک برای بهترین فیلم انیمیشن | برنده     | [ ۲۶ ] |
| منتقدان آنلاین فیلم نیویورک               | ۲۰۱۳ | بهترین فیلم بلند پویانمایی                               | برنده     | [ ۸۴ ] |
| جامعه آنلاین منتقدان فیلم                 | ۲۰۱۳ | بهترین فیلم بلند پویانمایی                               | برنده     | [ ۸۵ ] |
| جامعه آنلاین منتقدان فیلم                 | ۲۰۱۳ | بهترین تصویر                                             | نامزدشده  | [ ۸۶ ] |
| جامعه آنلاین منتقدان فیلم                 | ۲۰۱۳ | بهترین کارگردانی                                         | نامزدشده  | [ ۸۶ ] |
| جامعه آنلاین منتقدان فیلم                 | ۲۰۱۳ | بهترین فیلم خارجی زبان                                   | نامزدشده  | [ ۸۶ ] |
| جامعه آنلاین منتقدان فیلم                 | ۲۰۱۳ | بهترین فیلمنامه اقتباسی                                  | نامزدشده  | [ ۸۶ ] |
| انجمن منتقدان فیلم ققنوس                  | ۲۰۱۳ | بهترین فیلم پویانمایی                                    | نامزدشده  | [ ۸۷ ] |
| حلقه منتقدان فیلم سان‌فرانسیسکو            | ۲۰۱۳ | بهترین فیلم بلند پویانمایی                               | نامزدشده  | [ ۸۸ ] |
| جایزه ستلایت                              | ۲۰۱۳ | بهترین فیلم پویانمایی یا ترکیبی رسانه                    | برنده     | [ ۸۹ ] |
| انجمن منتقدان فیلم سنت لوئیس              | ۲۰۱۳ | بهترین فیلم پویانمایی                                    | Runner-Up | [ ۹۰ ] |
| جشنواره فیلم ونیز                         | ۲۰۱۳ | شیر طلایی                                                | نامزدشده  | [ ۹۱ ] |
| انجمن منتقدان فیلم منطقه واشینگتن، دی.سی. | ۲۰۱۳ | بهترین فیلم بلند پویانمایی                               | نامزدشده  | [ ۹۲ ] |
| جوایز اسکار                               | ۲۰۱۴ | جایزه اسکار بهترین فیلم پویانمایی                        | نامزدشده  | [ ۹۳ ] |

### دیگر
| جایزه              | سال  | دسته                                | Work              | نتیجه    | Refs.  |
| ------------------ | ---- | ----------------------------------- | ----------------- | -------- | ------ |
| جایزه آنی          | ۱۹۹۸ | جایزه وینزر مک‌کی                    | —                 | برنده    | [ ۹۴ ] |
| جایزه فیلم ماینیچی | ۲۰۰۲ | جایزه افیجی نوبورو                  | شکار نهنگ         | برنده    | [ ۳ ]  |
| جشنواره فیلم ونیز  | ۲۰۰۵ | شیر طلایی برای یک عمر موفقیت        | —                 | برنده    | [ ۵۰ ] |
| کامیک-کان سن دیگو  | ۲۰۰۹ | جایزه Inkpot                        | —                 | برنده    | [ ۹۵ ] |
| شخص افتخار فرهنگ   | ۲۰۱۲ | شخص لایق نشان فرهنگی                | —                 | برنده    | [ ۹۶ ] |
| جایزه آنی          | ۲۰۱۳ | نویسندگی در یک تولید فیلم پویانمایی | بر فراز تپه شقایق | نامزدشده | [ ۹۷ ] |
| جایزه فرمانداران   | ۲۰۱۴ | جایزه اسکار افتخاری                 | —                 | برنده    | [ ۹۸ ] |
| جوایز جهانی فانتزی | ۲۰۱۹ | دستاورد زندگی                       | —                 | برنده    | [ ۹۹ ] |